# باتلاق گور بهرام
باتلاق گور بهرام نام یکی از مناطق تفریحی استان فارس است که در ۵۵ کیلومتری شهر اقلید در منطقه آسپاس واقع شده است.

## وجه تسمیه
گفته می‌شود بهرام پنجم ساسانی ملقب به بهرام گور برای شکار گور خر در این منطقه اسب می‌تاخته و در این باتلاق ناپدید شده است.
خیام در رباعی مشهور خود اینگونه سروده است:
آن قصر که جمشید در او جام گرفت
آهو بچه کرد و روبه آرام گرفت
بهرام که گور می‌گرفتی همه عمر
دیدی که چگونه گور بهرام گرفت